# Bufo minshanicus
Bufo minshanicus är en groddjursart som beskrevs av Leonhard Hess Stejneger 1926. Bufo minshanicus ingår i släktet Bufo och familjen paddor. IUCN kategoriserar arten globalt som livskraftig. Inga underarter finns listade.